# Lai de Leithian
Le Lai de Leithian est un poème inachevé de J. R. R. Tolkien, publié à titre posthume dans Les Lais du Beleriand (1985). Il relate, sur plusieurs milliers de distiques octosyllabiques, l'histoire d'amour entre le mortel Beren et l'elfe Lúthien.

## Résumé
Le Lai de Leithian, ou « La Geste de Beren fils de Barahir et Lúthien la fée appelée Tinúviel le Rossignol, ou le Lai de Leithian : la Libération des Fers » se divise en quatorze Chants, pour sa section achevée. Il reprend en grande partie la trame du Conte de Tinúviel, rédigé par Tolkien vers 1917-1919, mais apporte nombre de nouveaux éléments qui rendent l'histoire nettement plus proche de celle que l'on retrouve dans Le Silmarillion : notamment, Beren n'y est plus un elfe, mais un homme.
- Chant I (vers 1-98) : Description du royaume de Thingol en Beleriand et de sa fille, Lúthien, « trésor pour le roi plus précieux / que la prunelle de ses yeux » (v. 39-40).
- Chant II (v. 99-400) : Description de Barahir le hors-la-loi « prince des Hommes étant né » (v. 130) et de ses onze compagnons, parmi lesquels son fils Beren. Trahison de Gorlim au profit de Morgoth, massacre des hors-la-loi dont seul Beren réchappe. Fuite de Beren vers le Beleriand.
- Chant III (v. 401-757) : Retour sur la rencontre de Thingol et Melian, puis première rencontre de Beren et Lúthien. Elle le fuit tout d'abord, mais il la rattrape.
- Chant IV (v. 758-1205) : Le ménestrel Dairon apprend à Thingol la relation entre Beren et Lúthien. Cette dernière conduit Beren auprès de son père, qui réclame un Silmaril pour prix de la main de sa fille. Il relève le défi.
- Chant V (v. 1206-1583) : Solitude de Lúthien, qui dit à Dairon vouloir suivre Beren. Dairon rapporte ses intentions à Thingol, qui tient Lúthien enfermée dans le chêne Hirilorn. Elle s'évade par magie.
- Chant VI (v. 1584-1923) : Retour sur l'histoire des Silmarils, du serment de Fëanor, de l'exil des Gnomes et du serment liant Barahir au roi Felagund. Beren se rend à Nargothrond, auprès de Felagund, et lui demande son aide. Ses sujets, sous l'influence de Celegorm et Curufin, refusent de lui porter aide, et il abdique au profit de son frère Orodreth.
- Chant VII (v. 1924-2238) : Beren, Felagund et dix fidèles partent vers le nord. Ils se déguisent en orques et sont conduits devant Thû, qui contrôle le passage de la vallée du Sirion. Thû les démasque et les fait prisonniers.
- Chant VIII (v. 2239-2565) : Celegorm et Curufin tombent sur Lúthien lors d'une partie de chasse. Ils la font prisonnière, dans l'espoir d'obliger le roi Thingol à donner sa main à l'un d'eux. Huan, le chien de Celegorm, décide de l'aider à s'échapper.
- Chant IX (v. 2566-2855) : Sacrifice de Felagund pour sauver la vie de Beren. Lúthien et Huan triomphent des loups de Thû, puis de Thû lui-même, dont la forteresse est détruite. Retrouvailles de Beren et Lúthien.
- Chant X (v. 2856-3245) : Celegorm et Curufin sont chassés de Nargothrond par la populace. Ils tombent sur Beren et Lúthien et les attaquent, mais Huan les défend, abandonnant son ancien maître. Lúthien guérit Beren de ses blessures, puis ce dernier part seul pour Angband.
- Chant XI (v. 3246-3538) : Lúthien rejoint Beren, et Huan leur apporte des déguisements : la peau du loup-garou Draugluin pour lui et les ailes de la chauve-souris Thuringwethil pour elle. Ils arrivent devant Angband.
- Chant XII (v. 3539-3839) : Retour sur le duel entre Fingolfin et Morgoth. Lúthien endort le gardien des portes d'Angband, le loup Carcharoth, élevé par Morgoth pour tuer Huan.
- Chant XIII (v. 3840-4175) : Description de la cour de Morgoth. Lúthien l'endort tout entière, et Beren dessertit un Silmaril de la couronne de Morgoth. Lorsqu'il veut en extraire un second, sa lame se brise et réveille les dormeurs.
- Chant XIV (v. 4176-4224) : Beren et Lúthien s'enfuient, mais sont arrêtés par Carcharoth. Beren s'avance pour défendre Lúthien, mais le loup dévore sa main qui tenait le Silmaril.

## Rédaction
Le Lai de Leithian connaît deux phases de rédaction : la première de 1925 à 1931, la seconde vers 1949-1950. Grâce aux dates portées par Tolkien sur le premier manuscrit du poème, sa datation est plus aisée et plus précise que pour la plupart de ses textes. Dans son journal, Tolkien indique avoir commencé le Lai durant les sessions d'examens de l'été 1925.
Les 757 premiers vers (correspondant aux trois premiers Chants) sont composés durant l'été 1925, probablement à partir de juin ou juillet et jusqu'aux vacances prises par Tolkien en septembre à Filey, dans le Yorkshire. Les vers 758-3030 sont probablement composés durant les vacances de Pâques 1928, et les vers 1161-2229 le sont de façon certaine entre le 27 mars et le 6 avril (soit pas moins de 1768 vers en neuf jours). Les vers 3031-3075 sont composés en novembre 1929, les 3076-3380 en septembre-octobre 1930, et les 3381-4228 en septembre 1931. C'est là, au milieu du Chant XIV, que Tolkien abandonne le poème, alors que Carcharoth vient d'engloutir la main de Beren qui tenait le Silmaril.
Tolkien adopte une méthode particulière pour la rédaction du Lai : il commence par ébaucher le contenu du poème au brouillon, qu'il reprend sur un manuscrit au propre, rédigé au dos de copies d'examens, lorsqu'il en est satisfait. Ce manuscrit (appelé « A » par Christopher Tolkien) sert de base à une version dactylographiée (appelée « B »), dont les derniers vers sont néanmoins écrits à la main. Les deux textes, manuscrit comme dactylographié, présentent des corrections et ajouts réalisés à diverses périodes.
Tolkien reprend le Lai de Leithian en 1949 ou 1950, un fait que Christopher Tolkien relie à une critique sévère du poème adressée à Tolkien par un individu inconnu. Il commence simplement par apporter des révisions mineures au texte B, mais dès le Chant II, il commence à rédiger un poème entièrement neuf en rayant les anciens vers, rattrapant en partie l'évolution de la mythologie du Silmarillion survenue entre-temps, durant la rédaction du Seigneur des anneaux (ainsi, Thû est rebaptisé Sauron). Cette nouvelle version donne naissance à un manuscrit particulièrement soigné (« C »), puis un texte tapé sous la supervision de Tolkien (« D »), les deux intégrant de nouvelles corrections.

## Publication
En 1937, après le succès du Hobbit, l'éditeur de Tolkien, Stanley Unwin, le presse de fournir une suite à ce roman. Tolkien envoie divers textes liés au Silmarillion, et notamment le Lai de Leithian. Le lecteur d'Allen & Unwin, qui semble n'avoir eu accès qu'à ce poème, croit qu'il s'agissait d'une authentique geste celtique et déclare préférer la version en prose jointe. Les textes sont in fine rejetés par Allen & Unwin, et Tolkien entreprend la rédaction d'une suite du Hobbit, le futur Seigneur des anneaux.
Christopher Tolkien intègre deux extraits du Lai au chapitre « Beren et Lúthien » du Silmarillion (1977) : le duel de chant entre Finrod et Sauron à Tol-in-Gaurhoth (v. 2173-2205) et la lamentation de Beren pour Lúthien (v. 3322-3333).
Le Lai de Leithian a été publié dans son intégralité par Christopher Tolkien dans le troisième tome de son Histoire de la Terre du Milieu : Les Lais du Beleriand (1985). Il y présente séparément le Lai dans la forme qu'il avait atteinte en 1931 et le début de réécriture effectué par son père en 1949-1950.

## Critique
En 1929, Tolkien fait lire le Lai de Leithian à son ami C. S. Lewis, qui lui adressa une critique rédigée sous la forme d'un commentaire universitaire, « où il feint d'aborder le Lai comme un ouvrage ancien et anonyme, dont il existerait de nombreux manuscrits plus ou moins altérés », dissimulant ses critiques et ses éloges sous le déguisement de pompeux universitaires. Tolkien reprit une grande partie des passages considérés comme améliorables par Lewis. Sa critique a été publiée dans Les Lais du Beleriand (p. 315-329).
Pour Charles Noad, le Lai de Leithian tel que Tolkien avait commencé à le reprendre en 1949-1950 constitue « l'apogée du style poétique mature de Tolkien », qualifiant de « tragédie » son abandon prématuré. Toutefois, la plupart des critiques du Lai — et des Lais du Beleriand en général — se sont davantage attachés à l'évolution du légendaire apportée par le poème qu'aux vers eux-mêmes.